# Chaunochiton kappleri
Chaunochiton kappleri är en tvåhjärtbladig växtart som först beskrevs av Paul Antoine Sagot och Engler, och fick sitt nu gällande namn av Adolpho Ducke. Chaunochiton kappleri ingår i släktet Chaunochiton och familjen Aptandraceae. Inga underarter finns listade i Catalogue of Life.